# Mosquée de Hassan Pacha
Pour l’article homonyme, voir Mosquée Hammouda-Pacha.

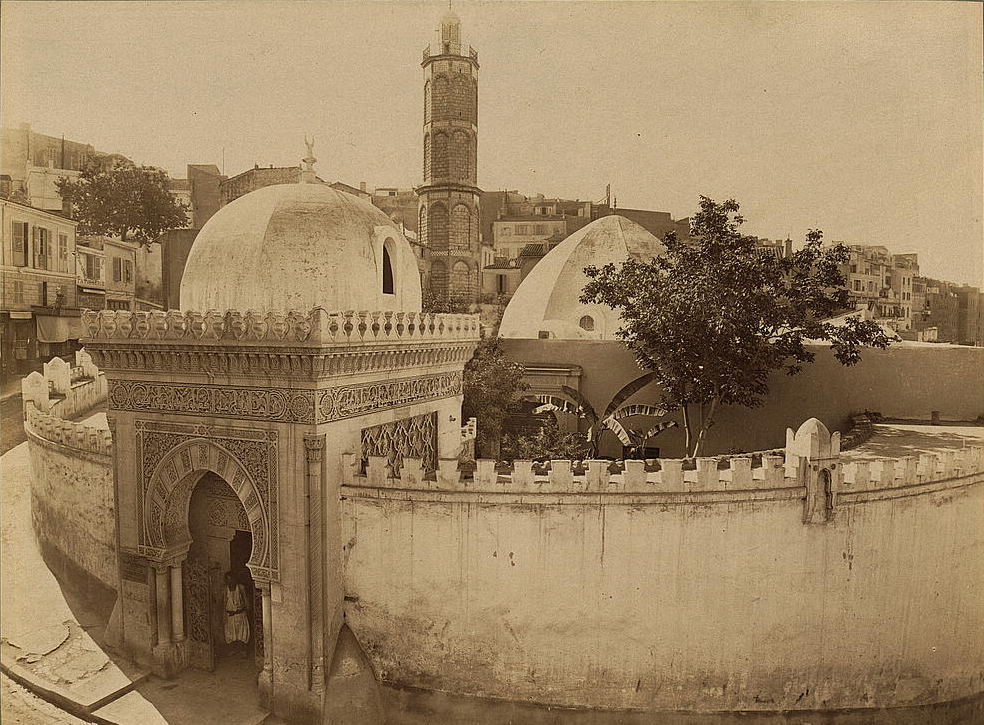
La Mosquée de Hassan Pacha, 1797

La Mosquée Hassan Pacha est une mosquée d'Oran construite en 1796, sous le règne du bey Mohamed El-Kébir, sur ordre du pacha Baba Hassan d’Alger, qui contribua à sa construction avec l'argent du rachat de captifs chrétiens. Elle est située sur la rive droite de l'oued Rhi (aujourd'hui recouvert), dans le quartier de Sidi El-Houari.

## Historique et légende

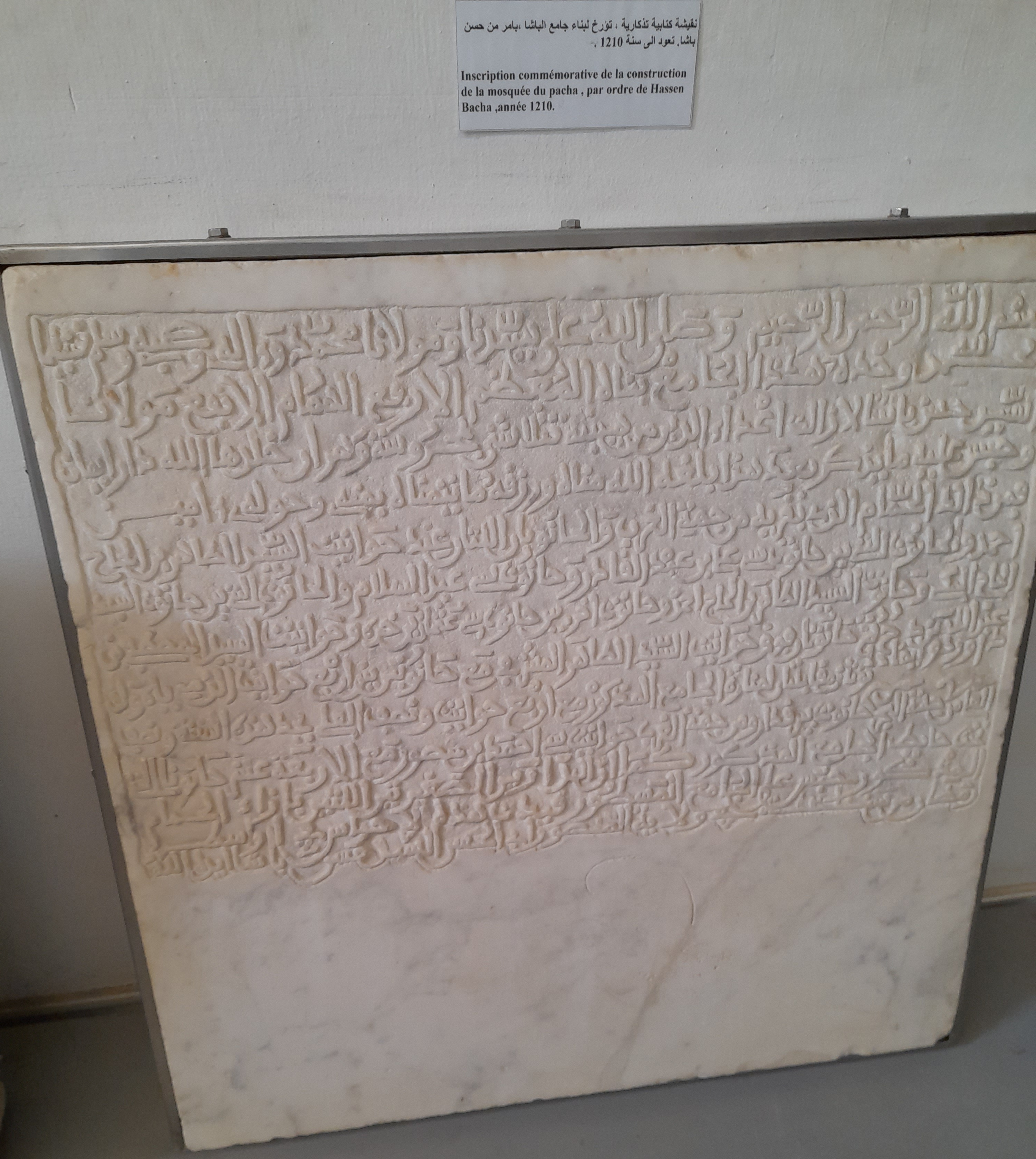
Inscription commémorative de la Mosquée au Musée national Zabana d'Oran.

Cette mosquée fut construite en 1796 sur ordre du Bey Mohamed el-Kebir qui la dédia au pacha Hassan. Celui-ci avait contribué financièrement avec l'argent provenant du rachat d'esclaves chrétiens. La construction fut réalisée sous la direction de l'Amin (Syndic) des maçons, Si Mohamed Cherchalli Ben Tadbirt.
Une pierre, qui fut détachée de l'édifice, et placée au musée d'Oran dans la salle d'archéologie musulmane, porte une inscription en caractères arabes précisant la date de construction du bâtiment, une longue liste des biens inaliénables qui en composent la dotation (immeubles, magasins, boutiques) et cette dédicace: « Cette mosquée a été construite par le grand, l'élevé, le respectable et l'utile, notre maître Sidi Hassan Bacha -sa présence imposante contribuera à détruire les ennemis de la religion !- à Oran, que Dieu conserve éternellement comme maison de foi ! »
Occupée par des détachements de troupes françaises lors de l'occupation d'Oran, elle fut rendue au culte musulman en 1833 sur les ordres du général Desmichel, et plus tard restaurée sur ordre de Napoléon III, dont les armes sont apposées à la voûte de l'entrée, mais apparemment il a été rouvert à des musulmans de nouveau après un certain temps.

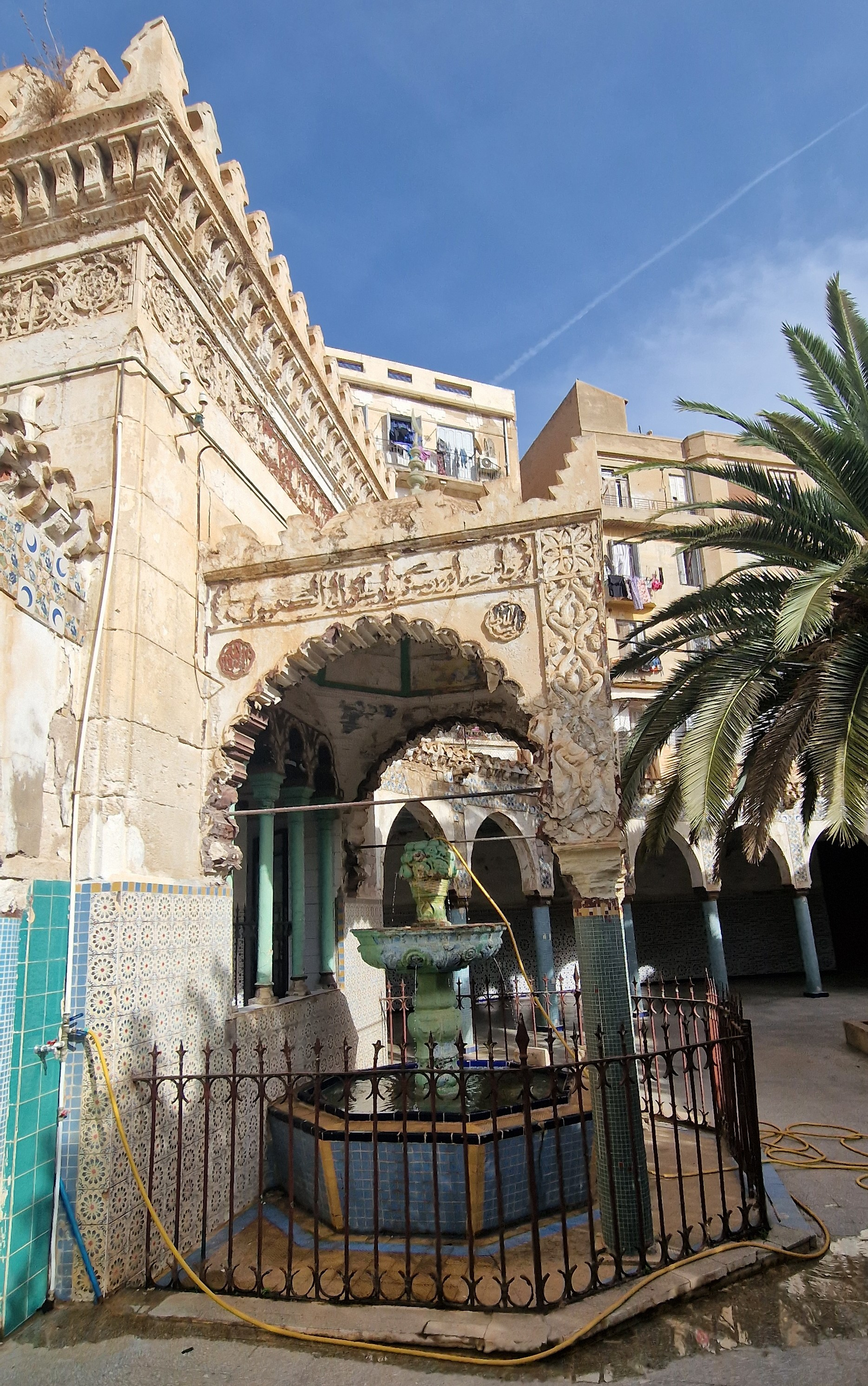
Cour de la mosquée du pacha et fontaine des ablutions.

Cette mosquée, classée aux monuments historiques, devrait bénéficier d'un projet de restauration, avec le concours financier du gouvernement américain.
Une légende populaire à Oran raconte que ses fondations sont aussi profondes que la hauteur du minaret, comme un symbole de ce que la foi élève l'âme aussi haut qu'elle peut demeurer bas dans la fange.

## Mosquée à l'époque coloniale
La mosquée était à l'époque coloniale considérée comme la principale mosquée pour les musulmans d'Oran. Dans cette mosquée, officiaient Muftis (dignitaires religieux) d'Oran, parmi lesquels: le cheikh Hassan Boulihabal.

## Architecture
Le haut et gracieux minaret accolé à la mosquée pourrait dénoter une influence ottomane plutôt que maghrébine. Il est octogonal et couvert de faïences. La porte d'entrée sur la rue est ornée d'un remarquable travail de ciselures: rosaces, palmettes, versets du Coran en caractères koufiques. Elle fait pénétrer dans une cour intérieure en forme de croissant, entourée d'un promenoir couvert à colonnes, et ornée d'une vasque pour les  ablutions en marbre blanc recouverte d'une petite coupole. On peut lire cette inscription surmontant l'entrée de la salle de prière: « O vous croyant, prononcez le nom de Dieu le plus souvent possible, et louez le matin et soir. »

## Galerie

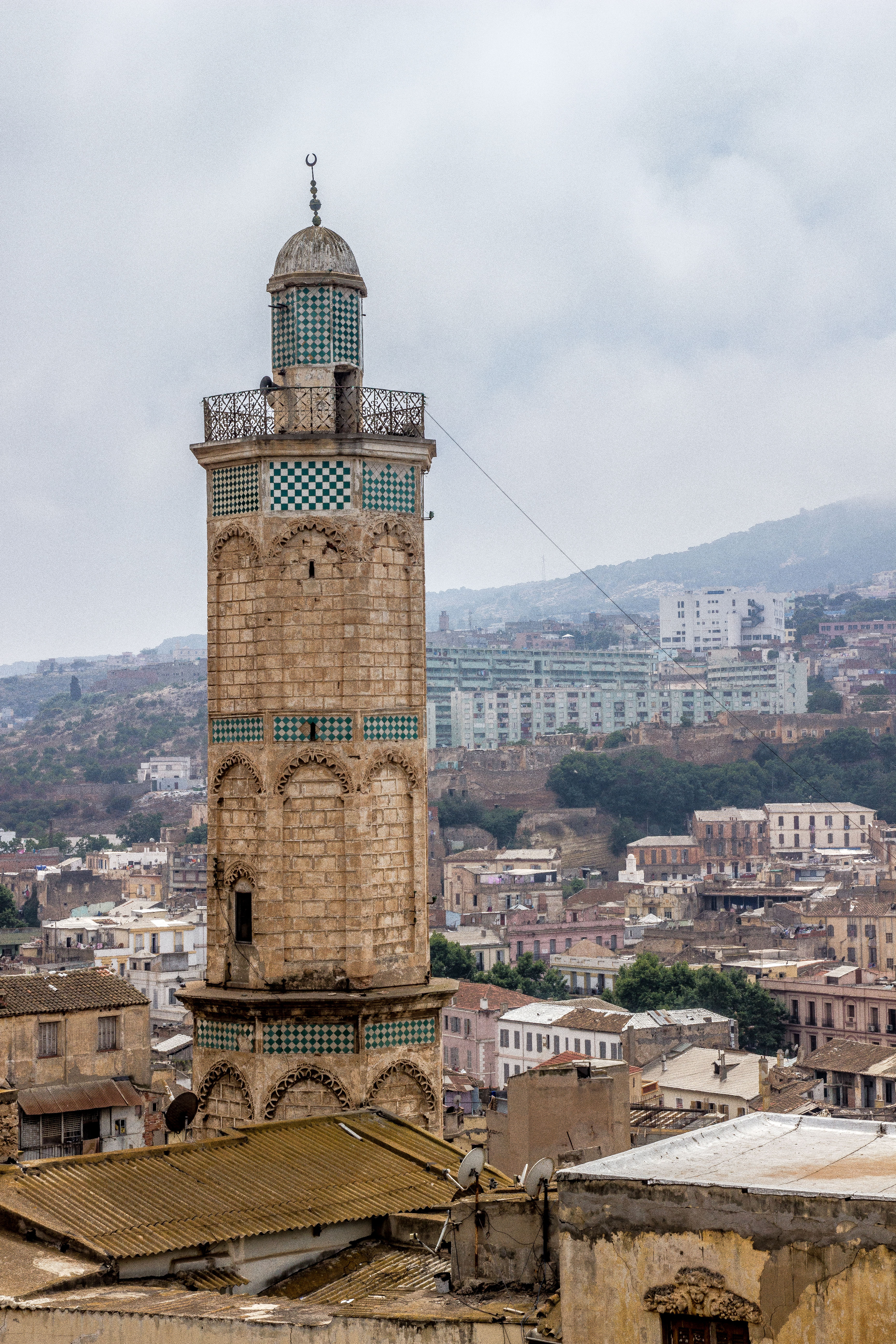
Minaret mosqué du pacha
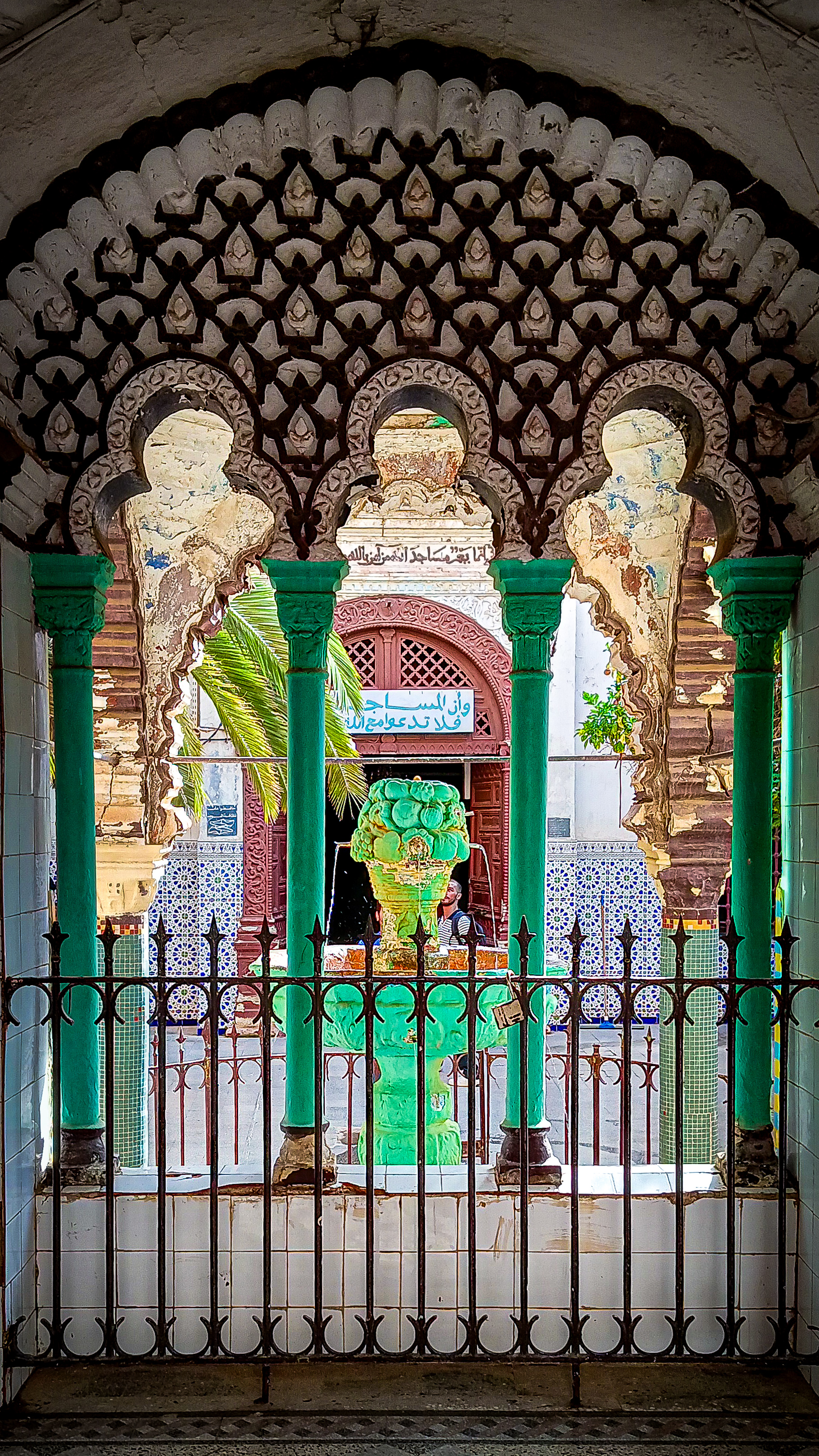
Vue depuis l'entrée
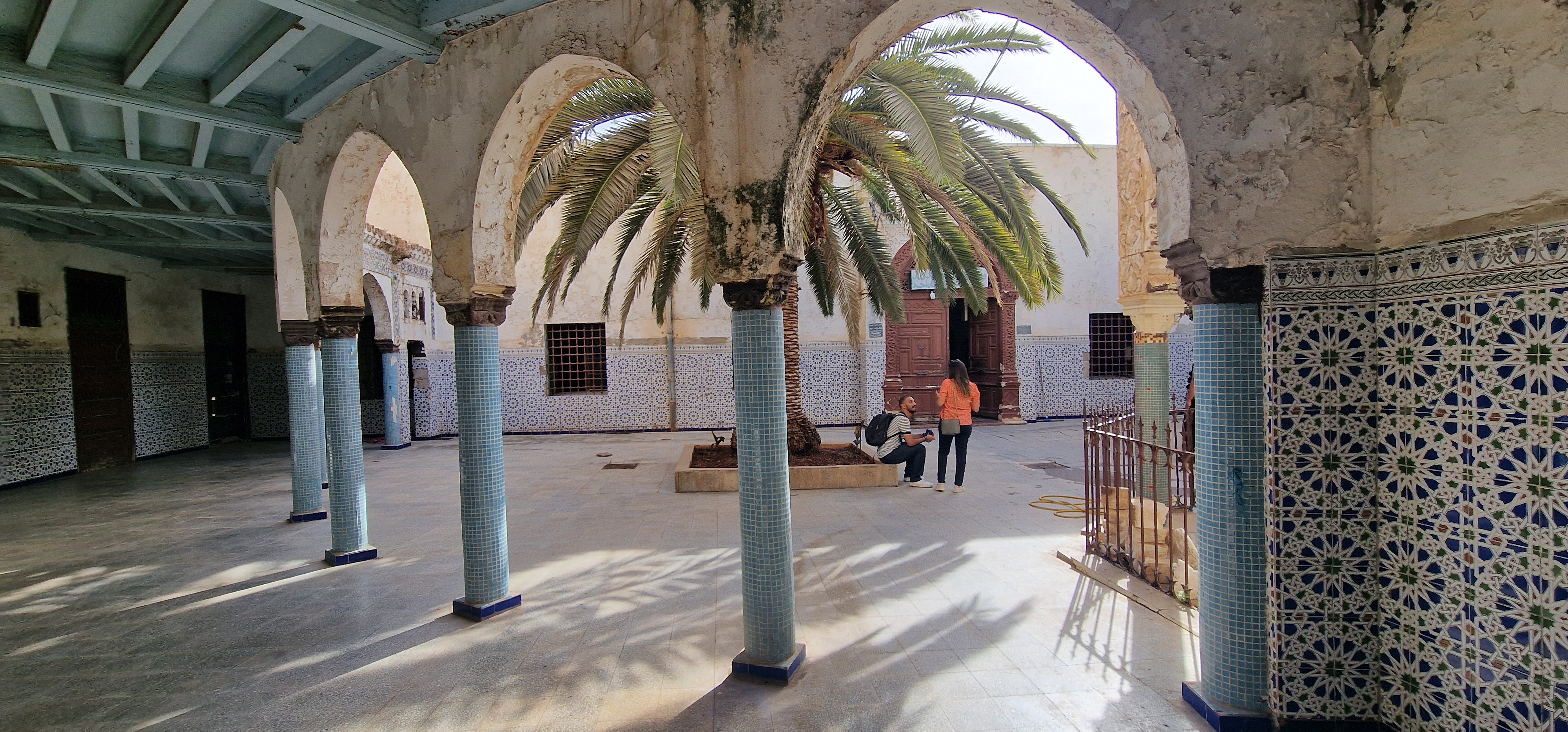
Entrée de la salle de prière
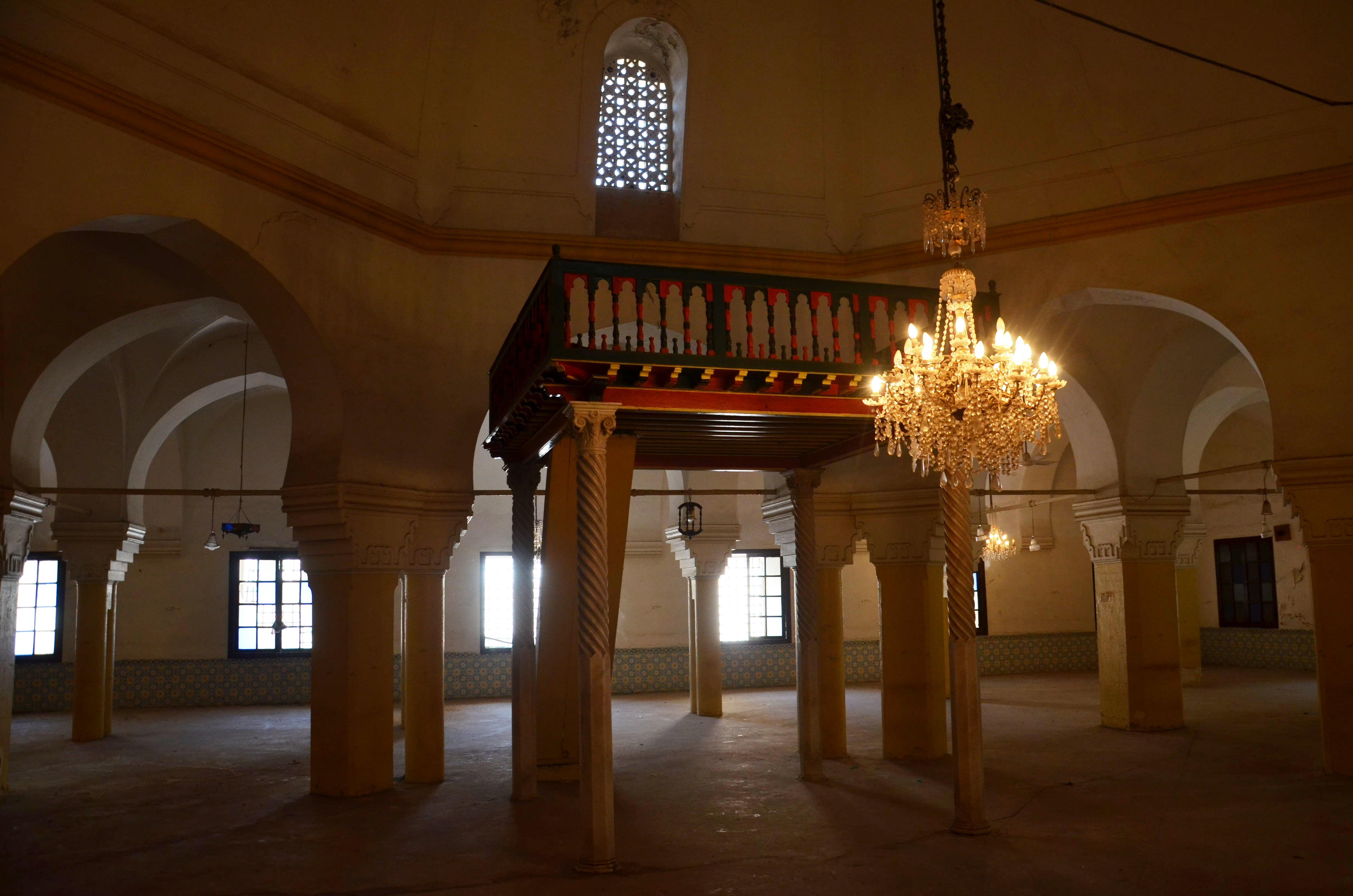
Salle de prière
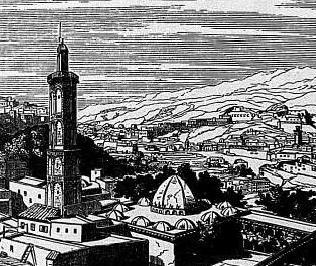
Coupoles de la mosquée